# Okmiana (rejon wileński)
Okmiana (lit. Akmena; pol. hist.: Okmiana-Giedroicie) – wieś na Litwie, w okręgu wileńskim, w rejonie wileńskim, w gminie Podbrzezie, przy drodze krajowej 172.
Od XIX w. siedziba parafii staroobrzędowej.

## Historia
Pod zaborami zaścianek i majątek ziemski; w II Rzeczypospolitej kolonia. W XIX i w początkach XX w. położona była w Rosji, w guberni wileńskiej, w powiecie wileńskim, w gminie Giedrojcie. Zaścianek był wówczas siedzibą okręgu wiejskiego.
Po I wojnie światowej pod administracją polską, w Zarządzie Cywilnym Ziem Wschodnich. W latach 1920–1922 w składzie Litwy Środkowej.
Od 11 kwietnia 1922 leżała w Polsce, w województwie wileńskim, w powiecie wileńsko-trockim, w gminie Podbrzezie. W 1931 miejscowość liczyła 104 mieszkańców, zamieszkałych w 22 budynkach.
Po II wojnie światowej w granicach Związku Sowieckiego. Od 1991 na niepodległej Litwie.

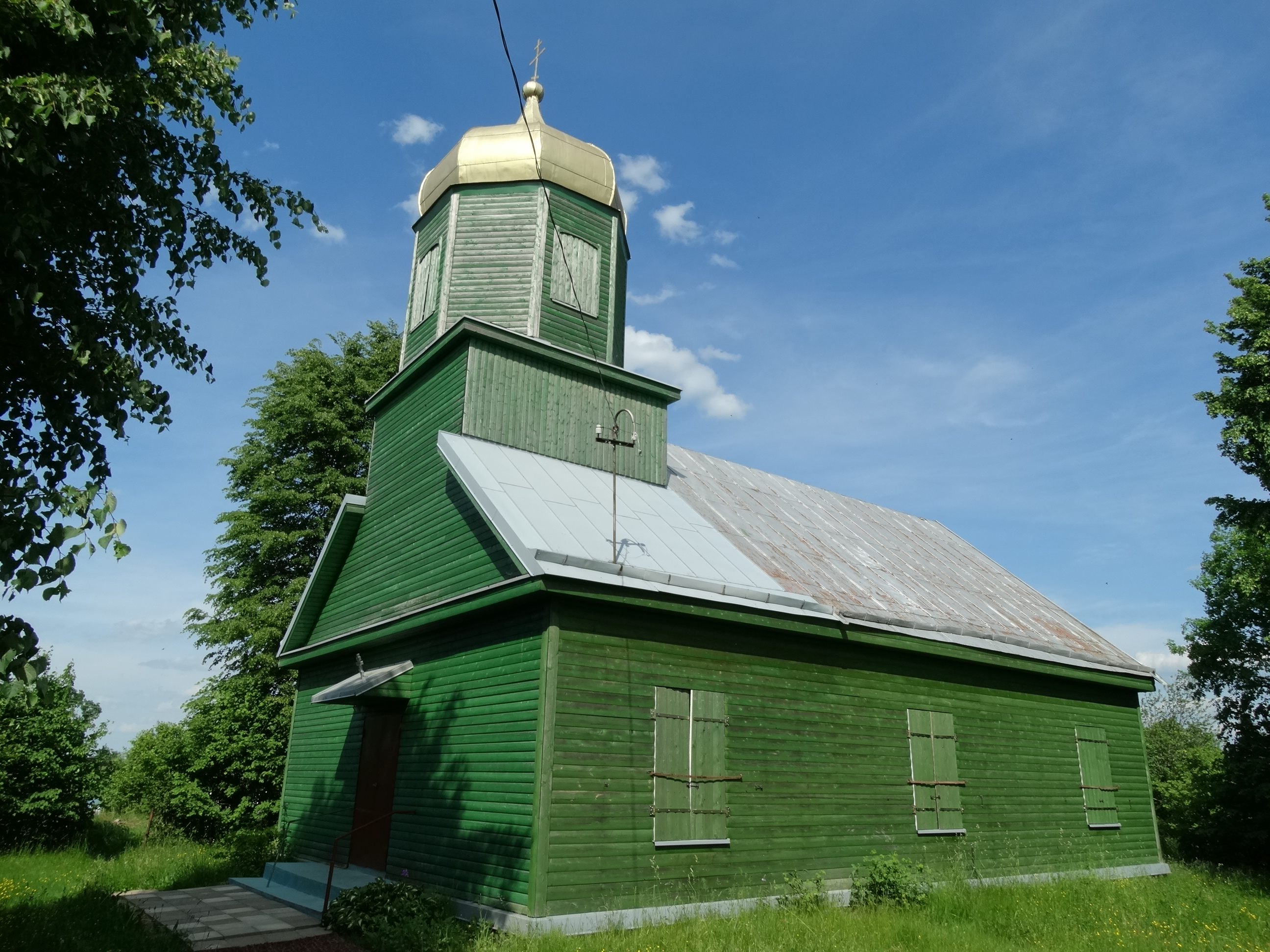
cerkiew staroobrzędowa z 1939